# Josef Jílek (voják)
Josef Jílek (10. prosince 1914 Kolšov – 28. října 1944 Dunkerk) byl český velitel tanku Československé samostatné obrněné brigády.

## Život

### Před druhou světovou válkou
Josef Jílek se narodil 10. prosince 1914 v Kolšově na Šumpersku. Živil se jako kancelářský pomocník u stavební firmy v Šumperku. Prezenční vojenskou službu nastoupil u Hraničářského praporu 7 v roce 1936, v jejím rámci absolvoval poddůstojnickou školu. Zúčastnil se všeobecné mobilizace v roce 1938, dosáhl hodnosti četaře.

### Druhá světová válka
Po německé okupaci opustil Josef Jílek v prosinci 1939 v prostoru Javorníků Protektorát Čechy a Morava a přes Slovensko, Maďarsko, Balkánský poloostrov a Libanon se dostal do Marseille, kde byl 14. února 1940 prezentován u zde vznikající Československé armády v zahraničí. Jako příslušník 2. pěšího pluku 1. československé divize se zúčastnil bojů ve Francii. Po jejím pádu v červnu 1940 se evakuoval do Spojeného království, kde byl zařazen k 4. rotě 2. pěšího praporu 1. československé smíšené brigády. Během pobytu ve Spojeném království se oženil. Po transformaci brigády Československou samostatnou obrněnou brigádu v září 1943 byl ustanoven velitelm tanku 1. čety 1. roty 2. tankového praporu. Dne 29. července 1944 při cvičných ostrých střelbách vybuchl granát v hlavni jednoho z tanků. Josef Jílek se zúčastnil záchrany přeživších členů posádky z hořícího stroje, za což byl navržen na vyznamenání. Na konci léta 1944 byl společně s jednotkou odvelen do Francie, kde se brigáda účastnila obléhání Dunkerku. Dne 28. října 1944 padl při úspěšném útoku, při kterém byl zlikvidován německý pěší prapor. Byl raněn střelou, když stál ve věži tanku. Krátce po převozu to týlu zemřel. Pohřben byl o den později na vojenském hřbitově v Adinkerke. Dosáhl hodnosti rotného.